# Wingurich
Wingurich (* 4. Jahrhundert; † 4. oder 5. Jahrhundert) war um das Jahr 375 n. Chr. ein gotischer Herrscher (Reiks) unter dem terwingischen Iudex („Richter“) Athanarich. 

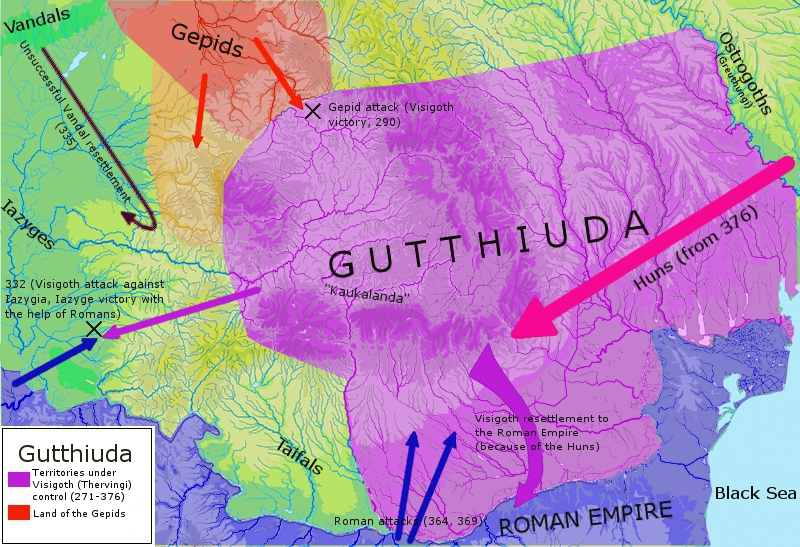
Gutþiuda

Wingurich spielte eine führende Rolle bei der Christenverfolgung unter den Terwingen der Gutþiuda in den Jahren 375 n. Chr. bis 378 n. Chr. Um 375 n. Chr. verbrannte er 300 - davon waren 26 namentlich bekannt - arianische Christen der Terwingen im Gotteshaus ihrer christlichen Gemeinschaft. Bei der Christenverfolgung unter den Terwingen gingen Athanarich und Wingurich mit besonderer Grausamkeit vor: Athanarich ließ Christen in ihren Häusern verbrennen, Wingurich zündete zugesperrte Kirchen voller Christen an. Die von ihnen verfolgten christlichen Goten, darunter eine terwingische Christin Beride, Baren oder Lara, wurden später von der Kirche als Märtyrer geheiligt.